# Mihal Hanxhari
Mihal Hanxhari (ur. 2 lutego 1930 w stanie Kentucky, USA; zm. 3 czerwca 1999 w Paryżu) – albański poeta i pisarz.

## Życiorys
Pochodził z rodziny albańskich emigrantów, jego ojciec znalazł się w USA, w roku 1907. W 1931 jego rodzina powróciła do Albanii i osiadła w Tiranie. W tym czasie Mihal po raz pierwszy zaczął pisać krótkie opowiadania, ale jego twórczość znana była tylko w szkole średniej, do której uczęszczał. 
Studiował historię i geografię w Budapeszcie. Po ukończeniu studiów w 1954 r. powrócił do Albanii i podjął pracę nauczyciela szkoły średniej, początkowo w Korczy, a potem w Tiranie. W 1960 r. został mianowany dyrektorem Biblioteki Uniwersytetu w Tiranie. Dzięki temu uzyskał dostęp do literatury światowej, niedostępnej  dla przeciętnego Albańczyka, żyjącego w okresie rządów Envera Hodży. W 1975 r. z powodów politycznych został zwolniony z pracy i oskarżony o uleganie wpływom kultury burżuazyjnej. Znalazł pracę w niewielkiej bibliotece, w której pracował do 1990 r. W latach 1993–1995 uczył języka albańskiego w Ecole des Langues Orientales, w Paryżu. Tam też zmarł.
Jako pisarz M. Hanxhari został odkryty dopiero po swojej śmierci, wtedy też wydano pierwsze tomiki jego wierszy. Jego wyobraźnia poetycka, wyrażona przez utwory stanowiła zjawisko niezwykłe w literaturze albańskiej. Porównywany do Kawafisa, a także do stylu japońskich haiku. O zaliczeniu utworów Hanxhariego do literatury okresu transformacji świadczy fakt, że trudno odnaleźć w nich wpływy socrealizmu, czyli stylistyki obowiązującej w Albanii do 1990.

## Dzieła opublikowane
- Se sytë e mi kështu e shohin botën, Tirana 2000 (Zobacz ten świat dla moich oczu)
- Na ishte njëherë, Tirana 2000 (Kiedyś)
- Ti vdekja ime mbushur me jetë, Tirana 2001 (Ty, moja śmierci wypełniona życiem)
- Gdhend një statujë, Tirana 2005 (Ścięcie pomnika)